# Lüderitz
Lüderitz (antico nome portoghese: Angra Pequena, "piccola insenatura", dal 1487 al 1883) è una cittadina situata nel sud ovest della Namibia di 12 500 abitanti. È chiamata la "Monaco del deserto" (München in der Wüste) per le sue strutture d'arte tipicamente bavaresi.

## Geografia
La cittadina sorge lungo la costa atlantica e più precisamente sulle rive della poco profonda baia di Lüderitz. A est la città è circondata dal deserto, mentre a sud si estende il solitario Sperrgebiet.

## Storia
I primi insediamenti di cui si ha notizia risalgono al 1487, quando il navigatore portoghese Bartolomeo Diaz arrivò in questa terra.
Nel 1886 le venne attribuito il nome dal commerciante di tabacco Adolf Lüderitz, che aveva iniziato la penetrazione coloniale tedesca nella regione africana occidentale partendo proprio dalla baia di Angra Pequena, da lui acquistata da un capo locale tre anni prima. Attratto dalla prospettiva di ricchi giacimenti di metalli preziosi, non fu fortunato nella sua ricerca; dopo la sua morte la cittadina subì un enorme crisi, per poi risollevarsi grazie alla pesca.
Durante le guerre herero, la prospiciente Shark Island ospitò l'omonimo campo di concentramento nel quale furono rinchiusi migliaia di individui - uomini, donne e bambini - appartenenti alle popolazioni herero e nama. Fu principalmente colonizzata dai tedeschi e in seguito dagli inglesi e dai boeri.

## Galleria d'immagini

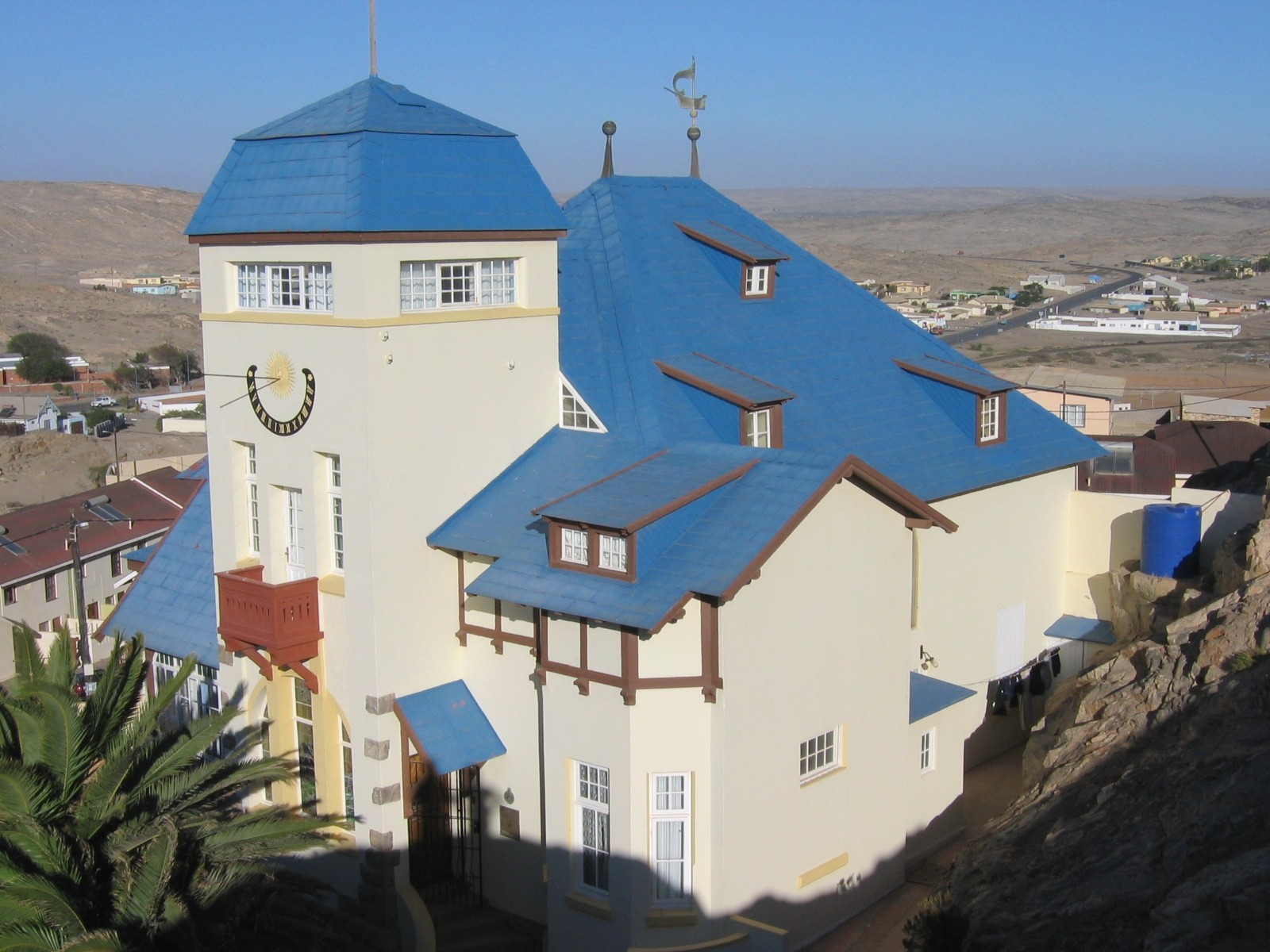
Goerke Haus
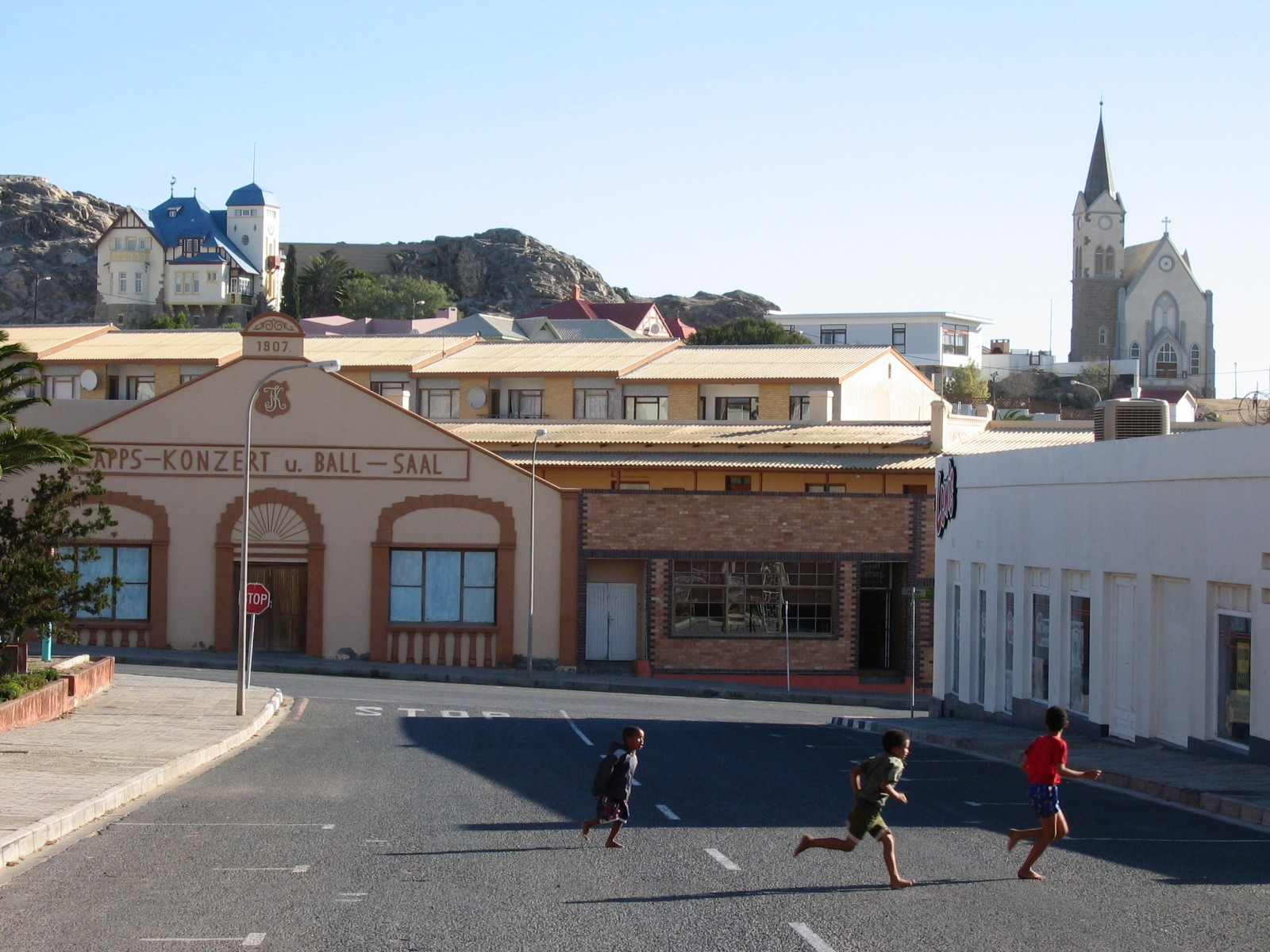
Kapps-Ballsaal e sullo sfondo la Felsenkirche
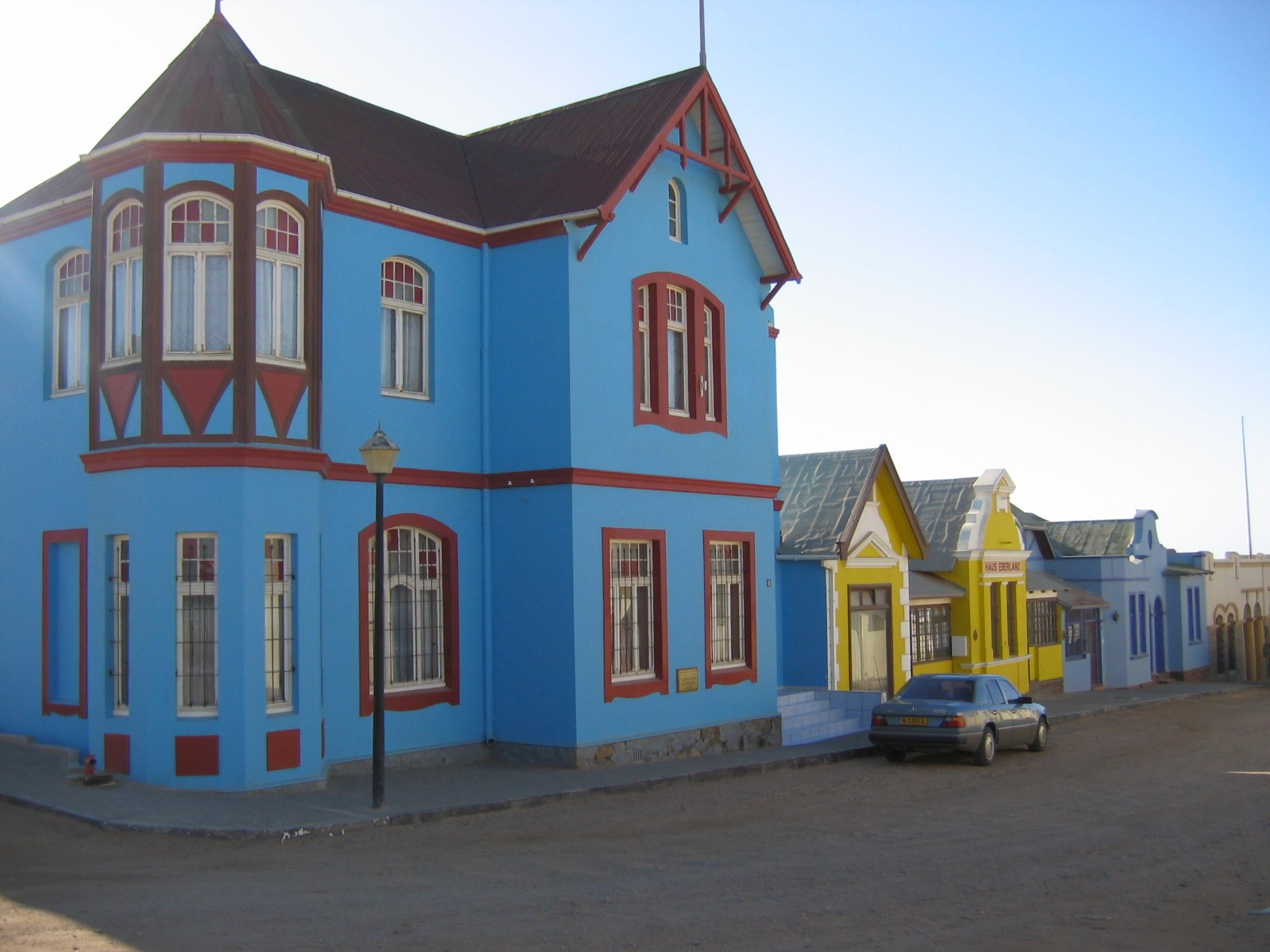
Bergstraße
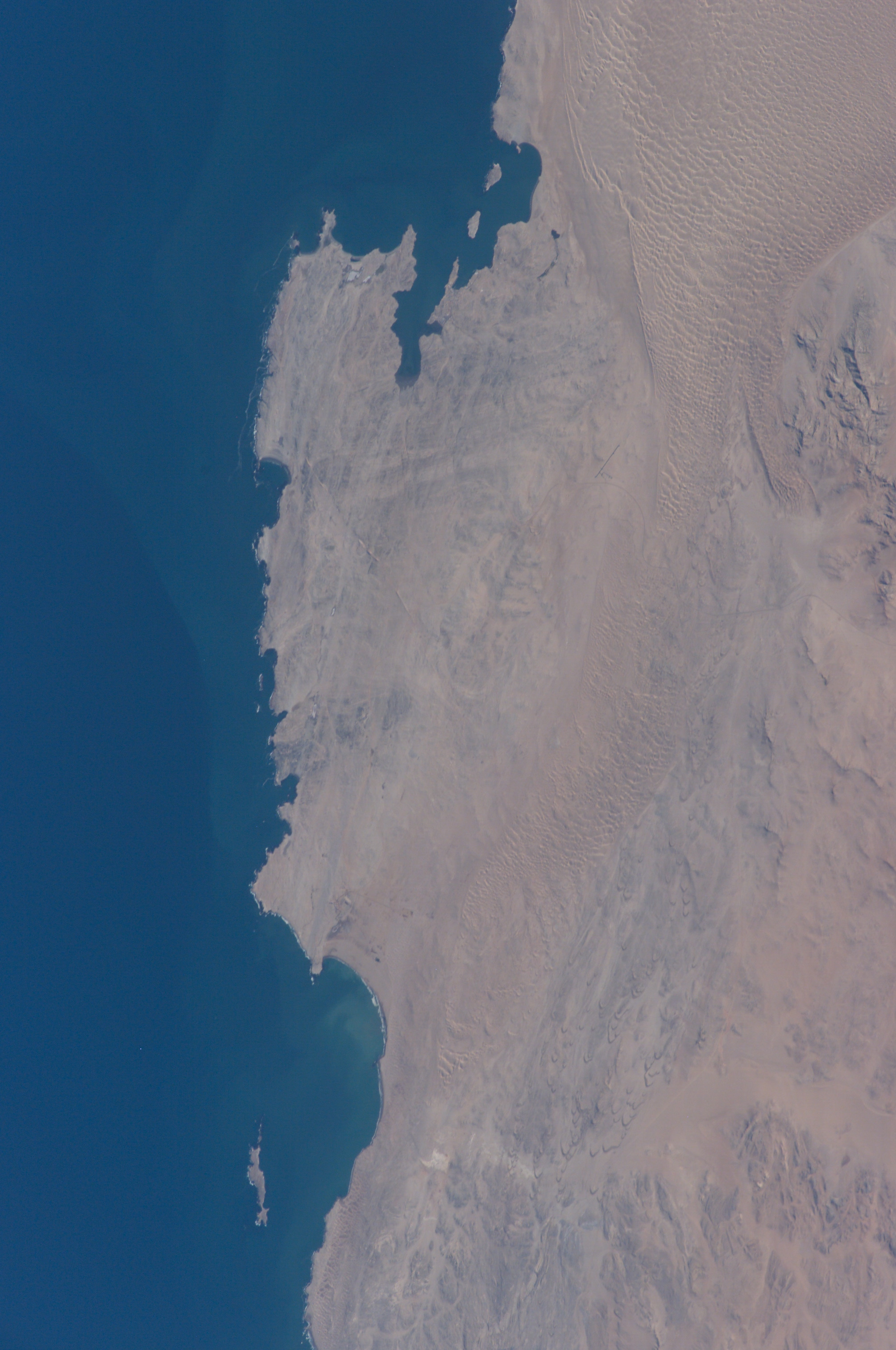
Vista da satellite di Lüderitz e della baia chiamata "Angra Pequena" da Bartolomeo Diaz nel 1487 da cui prese il nome il vicino villaggio
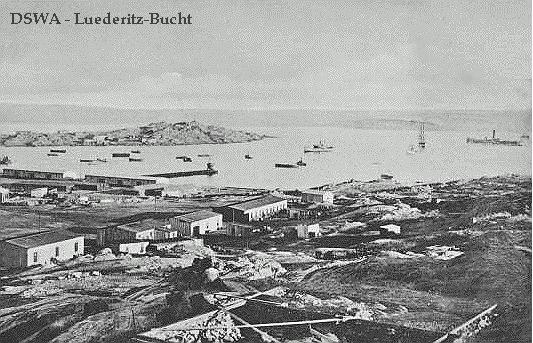
Lüderitz nel 1905 durante la colonizzazione tedesca